# Лукин, Евгений Степанович
Евгений Степанович Лукин (род. 31 июля 1938) — советский, российский учёный-материаловед, заслуженный работник высшей школы Российской Федерации, профессор, доктор технических наук.

## Биография
В 1961 году окончил с отличием Московский химико-технологический институт имени Д. И. Менделеева и был оставлен в институте на кафедре химической технологии керамики и огнеупоров в качестве старшего лаборанта. В 1965 году защитил кандидатскую диссертацию на тему «Исследование некоторых свойств керамики чистых окислов при высоких температурах».
В 1976—1982 годах — заместитель декана факультета химической технологии силикатов.
В 1988 году защитил докторскую диссертацию на тему «Высокоплотная оксидная керамика с регулируемой микроструктурой», с 1988 года — профессор кафедры химической технологии керамики.
В 1988—1992 годах — декан факультета химической технологии силикатов.

## Награды и звания
- 31 декабря 1980 г. выдан диплом министерства науки СССР № 1467 «За лучшую научную работу — создание и внедрение в промышленность нового класса керамических материалов».
- Знак «Отличник высшей школы СССР»
- Золотая медаль Минвуза СССР
- Золотая медаль ВВЦ
- В 2013 году присвоена золотая медаль — высшая награда академии инженерных наук — медаль Николая Николаевича Семенова.
- Заслуженный работник высшей школы Российской Федерации
- Действительный член академии инженерных наук Российской Федерации
- Действительный член РАЕН (Российской академии естественных наук)
- Действительный член международной академии информатизации Заслуженный работник высшей школы Российской Федерации.

## Научная деятельность
Под руководством Лукина Е. С. впервые в отечественной практике изготовлены Керамические подшипники, для НПО «Молния»
Разработан керамический материал «Рубиновый-Корал», данный материал прошел в НИИЧаспроме все необходимые испытания и принят к применению в часовой промышленности для изготовления часовых камней и подшипников для изделий точной механики, взамен монокристалла рубина.
Создана плотная керамика из гидроксиапатита, с использованием которой в ЦНИИС (Центральный научно-исследовательский институт стоматологии и челюстно-лицевой хирургии) проведено 20 операций.
Керамические скальпели, изготовленные из частично стабилизированного ZrO2, с успехом использованы в 30 глазных операциях.

## Научные труды
Соавтор 5 монографий, соавтор учебника основного практикума по технологии керамики и огнеупоров, coавтор 500 статей, 51 авторского свидетельства и 21 патент.